# Stöckeberg (Wolfhagen)
Der Stöckeberg ist eine 344,8 m ü. NHN hohe Erhebung des Waldecker Waldes bei Wolfhagen im nordhessischen Landkreis Kassel.

## Geographie

### Lage
Der Stöckeberg ist Teil der Ostabdachung des Waldecker Waldes. Er erhebt sich im Naturpark Habichtswald rund 2,2 km westsüdwestlich der Kernstadt von Wolfhagen, zu deren Stadtgebiet die Erhebung gänzlich gehört, und etwa 2,1 km östlich des im benachbarten Landkreis Waldeck-Frankenberg gelegenen Bad Arolser Ortsteils Bühle.
Die Erhebung ist im Westen bewaldet und wird im Osten landwirtschaftlich genutzt. Westlich vorbei fließt etwa in Süd-Nord-Richtung der dort unter anderem den Stöcketeich speisende Siegenbach, ein Zufluss des Dusebachs. Nach Osten fällt die Landschaft in das Tal des Erpe-Zuflusses Mühlenwasser und damit in Richtung Wolfhagen ab.

### Naturräumliche Zuordnung
Der Stöckeberg liegt in der naturräumlichen Haupteinheitengruppe Westhessisches Bergland (Nr. 34) auf der Grenze der Haupteinheiten Waldecker Wald (3402) im Westen und Ostwaldecker Randsenken (341) im Osten und auf den Grenzen von deren Naturräumen Langer Wald (3402.5) in westlichen Richtungen, Ehringer Senke (341.30) im Nordosten und Ippinghäusergrund (mit Rauenstein) (341.40) im Südsüdosten.

## Einrichtungen
Auf der sanft ansteigenden Anhöhe des Stöckebergs befinden sich ein Sendeturm von Vodafone sowie ein Wasserbehälter und etwas nördlich davon ein Wasserwerk, an das zwei west- und nordwestlich der Kuppe im Tal des Siegenbachs befindliche Pumpwerke angegliedert sind.

## Aussichtsmöglichkeit
Vom Stöckeberg fällt der Blick in Richtung Nordnordosten zum Elsbergrücken, ostnordostwärts nach Wolfhagen mit dahinter liegendem Ofenberg und südöstlich daran anschließendem Isthaberg, in nordöst- bis südöstlichen Richtungen zu den langgestreckten Hinterhabichtswälder Kuppen, unter anderem mit dem Großen Bärenberg, und nach Südosten zu den Langenbergen.

## Verkehrsanbindung und Wandern
Am südwestlichen Ortsausgang der Wolfhagener Kernstadt zweigt von der nach Leckringhausen führenden Kreisstraße 106 ein Fahrweg zum etwa 500 m südsüdwestlich des Stöckeberggipfels liegenden Wanderparkplatz Heller Platz ab, an dem eine Schutzhütte steht. Viele Wald- und Feldwege durchziehen die Landschaft, durch welche die den Parkplatz tangierende Extratour H7 des Wanderwegs Habichtswaldsteig und die den Parkplatz etwas südlich passierenden Wanderwege Märchenlandweg und Studentenpfad führen.